# سیاه درویشان
سیاه درویشان، روستایی از توابع بخش تولم شهرستان صومعه‌سرا در استان گیلان ایران است.

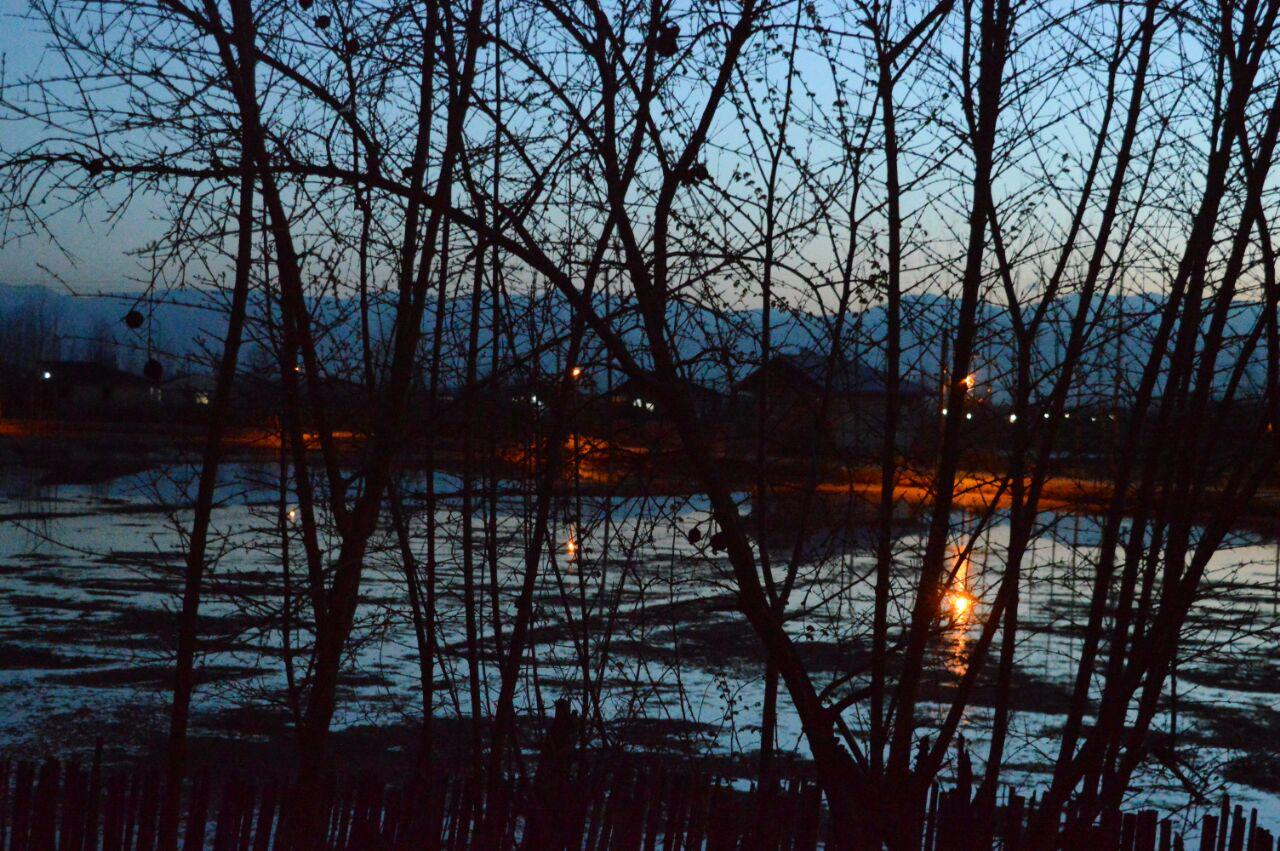
Siah Darvishan, Twilight

## جمعیت
این روستا در دهستان هندخاله قرار دارد و براساس سرشماری مرکز آمار ایران در سال 1395، جمعیت آن 766 نفر (257خانوار) بوده‌است.